# Rhamphomyia xanthomera
Rhamphomyia xanthomera är en tvåvingeart som beskrevs av Bartak 2002. Rhamphomyia xanthomera ingår i släktet Rhamphomyia och familjen dansflugor.
Artens utbredningsområde är Kalifornien. Inga underarter finns listade i Catalogue of Life.